# Siphonogorgia pichoni
Siphonogorgia pichoni är en korallart som beskrevs av Rudolf Albert von Kölliker 1874. Siphonogorgia pichoni ingår i släktet Siphonogorgia och familjen Nidaliidae. Inga underarter finns listade i Catalogue of Life.